# La màquina de ballar
La màquina de ballar (versió original: La máquina de bailar) és una pel·lícula espanyola de 2006 dirigida per Óscar Aibar. Amb la participació de Santiago Segura que ocupa també la pantalla gran amb la comèdia sobre uns salons recreatius i la influència que produeix en certs joves, també participen joves com Jordi Vilches, Eduardo García acompanyants per actors famosos com José Corbacho, Benito Pocino i Chema Rodríguez. "La Máquina de Bailar" és la tercera pel·lícula que dirigeix Óscar Aibar.

## Argument
El local recreatiu Las Vegas és un vell saló esportiu del centre on els adolescents passen les tardes en un món de neons de colors i musiquetes estridents. Entre ells, Dani i la seva colla, un grup de xavals de Fuenlabrada, són els amos d'un singular videojoc: la màquina de ballar.
Dani treballa en un supermercat. Allà, un segurata amb pinta d'assassí en sèrie li té per un bon xaval. Tant, que li demana que es cuidi de la seva boa albina (una serp) durant el mes que passarà a l'estranger. I sens dubte Dani, a més de vigilar l'animal, utilitza el pis per organitzar una festa amb unes amigues i de passada enviar a la serp a l'altre barri en un desafortunat accident. A la colla no li queda cap altre remei que buscar un animal de recanvi, però l'únic que troben val molt car. No saben ni per on començar fins que descobreixen la convocatòria del primer concurs nacional de la màquina de ballar, que se celebrarà al Saló del Manga.
Per a guanyar cal competir a un alt nivell, i necessiten l'ajuda d'un expert coreògraf, algú que els guiï al complex món de les competicions de ball. Johnny, l'encarregat del Las Vegas, va ser un vell campió de a música disco. Finalment decideix ajudar-lo (que el recorden una mica a si mateix).
La colla haurà de superar a tots els equips que se'ls vagin posant per davant, fins i tot arribar a una gran final on Dani s'enfrontarà, res més i res menys, que al campió del món de la màquina de ballar, un jove malvat. La preparació es convertirà en alguna cosa més que un entrenament. Suposarà una superació dels conflictes tant dels nois com de Johnny, que es desprendrà del núvol negre que l'ha perseguit des que el 79 va perdre la final de La Juventud Baila.

## Repartiment
| Actor           | Paper     |
| --------------- | --------- |
| Jordi Vilches   | DANI      |
| Santiago Segura | JOHNNY    |
| Bárbara Muñoz   | LARA      |
| Eduardo García  | ÓSCAR     |
| Oskar Salcedo   | JOSEMI    |
| Chema Rodríguez | SALVA     |
| Benito Pocino   | GUTIÉRREZ |
| Jose Corbacho   | FERNANDO  |
| Josele Román    | OLIVIA    |